# Будан, Игор
Игор Будан (хорв. Igor Budan; 22 апреля 1980, Риека, СФРЮ) — хорватский футболист, нападающий. Выступал за сборную Хорватии.

## Карьера

### Клубная
Профессиональную карьеру начал в 1997 году в «Риеке». В 1999 году перешёл в «Венецию», из которой в 2000 году был отдан в аренду клубу «Эмполи», в 2001 году швейцарской «Беллинцоне», а в 2002 году продан в «Палермо», за который так и не сыграл ни одного официального матча, сначала выступая в 2002 году в аренде в «Венеции», а затем, в 2003 году, снова в аренде в «Анконе». В том же 2003 году перешёл в «Аталанту», за которую играл до 2006 года, пока не был отдан в аренду «Асколи», а затем, в том же году, продан «Парме», за которую играл до лета 2008 года, когда перешёл в «Палермо». 31 августа 2010 года перешёл в «Чезену» на правах аренды.

### В сборной
В составе главной национальной сборной Хорватии дебютировал 7 февраля 2007 года, выйдя на замену в товарищеском матче со сборной Норвегии. Участник чемпионата Европы 2008 года.